# Ricardo Lozano Monzón
Ricardo Lozano Monzón (Daroca, 27 de junio de 1872 - Zaragoza, 18 de noviembre de 1934) fue un médico, cirujano, catedrático y empresario español, fundador del Banco de Aragón. Padre del también cirujano Ricardo Lozano Blesa.

## Biografía
Estudió medicina en Zaragoza y destacó en el área quirúrgica. Su trabajo como académico, iniciado en 1899 en Granada, fue muy reconocido dentro y fuera de Aragón. Fue pionero de la cirugía del tórax y del cerebro en Europa.
Otra de sus obras destacadas vino en 1909, cuando, en compañía de la incipiente burguesía aragonesa, especialmente la zaragozana, fue uno de los socios fundadores del Banco de Aragón. También estuvo entre los fundadores de la Azucarera del Ebro, de la cual Lozano fue su primer presidente. A su muerte obtuvo gran reconocimiento por su obra, y su sanatorio principal estuvo abierto hasta 1977.
En 2009 su clínica y residencia privada fue declarada bien del patrimonio cultural aragonés.